# Ayod
Ayod est une ville Soudan du Sud, dans l'État du Jonglei.